# Wspólny kanał przedsionkowo-komorowy

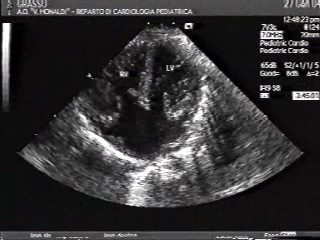
Obraz serca z całkowitym kanałem przedsionkowo-komorowym w echokardiografii.

Wspólny kanał przedsionkowo-komorowy (ubytek poduszeczek wsierdzia, ubytek przegrodowo-komorowy, ang. atrioventricular septal defect, common atrioventricular canal, endocardial cushion defect) – grupa wad wrodzonych serca spowodowanych nieprawidłowym połączeniem górnych i dolnych poduszeczek wsierdziowych. Wada obejmuje przegrodę przedsionkową, komorową i przedsionkowo-komorową oraz obie zastawki przedsionkowo-komorowe. U 25–40% pacjentów z całkowitym kanałem przedsionkowo-komorowym rozpoznaje się zespół Downa.

## Anatomia wady
Nieprawidłowy rozwój poduszeczek wsierdzia może powodować różnego stopnia wadę serca;
- ubytek przegrody międzyprzedsionkowej (częściowy wspólny kanał przedsionkowo-komorowy)
- przejściowy typ obejmuje ubytek przegrody międzyprzedsionkowej, rozszczep płatka przedniego zastawki mitralnej (lewostronnej); w tej postaci zastawka jest w pełni podzielona na część lewą i prawą
- jedna wspólna zastawka przedsionkowo-komorowa + ubytek w przegrodzie międzyprzedsionkowej + ubytek w przegrodzie międzykomorowej (całkowity wspólny kanał przedsionkowo-komorowy (CAVC – complete atrioventricular canal))

## Objawy i przebieg
W przypadku częściowego kanału przedsionkowo-komorowego objawy często nie występują, zwłaszcza gdy przeciek jest nieduży, a niedomykalność lewej zastawki przedsionkowo-komorowej jest nieznaczna. Całkowity kanał przedsionkowo-komorowy ujawnia się wcześnie, a do zastoinowej niewydolności krążenia może dojść w ciągu pierwszego półrocza życia.
W częściowym kanale przedsionkowo-komorowym objawy są słabo zaznaczone; zwiększenie przepływu płucnego może prowadzić do opóźnienia rozwoju fizycznego, nawracających zakażeń dolnych dróg oddechowych, duszności i (lub) tachypnoe. Niekiedy w okresie niemowlęcym rozwija się zastoinowa niewydolność krążenia. Osłuchowo stwierdza się wzmożenie pierwszego tonu serca i trwałe, szerokie rozdwojenie drugiego tonu.
W CAVC w okresie niemowlęcym stwierdza się częste zakażenia dróg oddechowych, niechęć do ssania, opóźnienie rozwoju psychoruchowego, duszność, sinicę. W EKG obserwuje się odchylenie osi elektrycznej w lewo (patologiczny lewogram), wydłużenie odcinka PR, cechy przewagi prawej komory. U starszych chorych może wystąpić trzepotanie lub migotanie przedsionków.

## Historia naturalna
W częściowym kanale przedsionkowo-komorowym obserwuje się przebieg od bezobjawowego do wystąpienia objawów niewydolności krążenia z dusznością, zaburzeniami rytmu serca oraz z rozwojem nadciśnienia w krążeniu płucnym.
W przypadku całkowitego kanału przedsionkowo-komorowego przebieg jest bardziej burzliwy. Połowa dzieci z nieleczonym CAVC umiera w pierwszym roku życia. Główną przyczyną śmierci w okresie niemowlęcym jest niewydolność serca lub zapalenie płuc. U pacjentów, którzy przeżyli, z nieskorygowanym CAVC, nieodwracalne zmiany w naczyniach płucnych stają się coraz częstsze i dotyka to praktycznie wszystkich pacjentów w wieku powyżej 2 lat. Rokowanie odległe u pacjentów z nieodwracalnym nadciśnieniem płucnym jest złe.

## Leczenie
Jedyną skuteczną metodą leczenia wady jest jedno- lub dwuetapowe leczenie chirurgiczne. U dzieci z wyraźnymi objawami niewydolności krążenia w pierwszych miesiącach życia wykonuje się w pierwszej kolejności zabieg opaskowanie tętnicy płucnej. Całkowita postać kanału przedsionkowego wymaga leczenia w 6–12 miesiącu życia.

## Wyniki leczenia
Śmiertelność waha się w granicach 5–10%. Przeżycie odległe wynosi 90–95%. Po leczeniu chirurgicznym, dzieci szybko wracają do pełnej sprawności, powikłania takie jak zaburzenia rytmu serca zdarzają się rzadko. Dziecko wymaga dalszej kontroli kardiologicznej oraz wykonanie okresowych badań echokardiograficznych. Reoperacje z powodu zwężenia lub niedomykalności zastawek zdarzają się sporadycznie. Zamknięcie rozszczepu płatka mitralnego wydłuża czas do ponownej operacji.